# Olympische Sommerspiele 2024/Teilnehmer (Bahrain)
| Gelbes Symbol für Goldmedaillen mit stilisierten Olympischen Ringen | Graues Symbol für Silbermedaillen mit stilisierten Olympischen Ringen | Braundes Symbol für Bronzemedaillen mit stilisierten Olympischen Ringen |
| ------------------------------------------------------------------- | --------------------------------------------------------------------- | ----------------------------------------------------------------------- |
| 2                                                                   | 1                                                                     | 1                                                                       |

Bahrain nahm an den Olympischen Spielen 2024 vom 26. Juli bis zum 11. August 2024 in Paris teil. Es war die insgesamt elfte Teilnahme an Olympischen Sommerspielen.

## Teilnehmer nach Sportarten

### Gewichtheben
Über die olympische Qualifikationsrangliste der IWF konnten sich zwei bahrainische Gewichtheber qualifizieren.
| Athleten       | Wettbewerb         | Reißen  | Reißen | Stoßen  | Stoßen | Zweikampf | Zweikampf | Rang   |
| Athleten       | Wettbewerb         | Gewicht | Rang   | Gewicht | Rang   | Gewicht   | Rang      | Rang   |
| -------------- | ------------------ | ------- | ------ | ------- | ------ | --------- | --------- | ------ |
| Männer         |                    |         |        |         |        |           |           |        |
| Lesman Paredes | Klasse bis 102 kg  | 181 kg  | 5      | 211 kg  | 6      | 392 kg    | 6         | 6      |
| Gor Minasjan   | Klasse über 102 kg | 216 kg  | 1      | 245 kg  | 3      | 461 kg    | 3         | Bronze |

### Judo
Über die IJF-Weltrangliste konnte sich ein bahrainischer Judoka im Halbmittelgewicht der Männer qualifizieren.
| Athleten          | Wettbewerb       | 1. Runde | 1. Runde | 2. Runde    | 2. Runde | Achtelfinale  | Achtelfinale  | Viertelfinale | Viertelfinale | Halbfinale / Trostrunde | Halbfinale / Trostrunde | Finale / Platz 3 | Finale / Platz 3 | Rang |
| Athleten          | Wettbewerb       | Gegner   | Ergebnis | Gegner      | Ergebnis | Gegner        | Ergebnis      | Gegner        | Ergebnis      | Gegner                  | Ergebnis                | Gegner           | Ergebnis         | Rang |
| ----------------- | ---------------- | -------- | -------- | ----------- | -------- | ------------- | ------------- | ------------- | ------------- | ----------------------- | ----------------------- | ---------------- | ---------------- | ---- |
| Männer            |                  |          |          |             |          |               |               |               |               |                         |                         |                  |                  |      |
| Askerbii Gerbekov | Klasse bis 81 kg | Freilos  | Freilos  | V. Albayrak | 0s3:10   | ausgeschieden | ausgeschieden | ausgeschieden | ausgeschieden | ausgeschieden           | ausgeschieden           | ausgeschieden    | ausgeschieden    | 17   |

### Leichtathletik
Bahrainische Leichtathleten hatten die Olympianormen des Weltverbandes in acht Disziplinen erreicht.
Laufen und Gehen
| Athleten            | Wettbewerb       | Vorlauf      | Vorlauf | Halbfinale    | Halbfinale    | Finale        | Finale        | Rang          |
| Athleten            | Wettbewerb       | Zeit         | Rang    | Zeit          | Rang          | Zeit          | Rang          | Rang          |
| ------------------- | ---------------- | ------------ | ------- | ------------- | ------------- | ------------- | ------------- | ------------- |
| Frauen              |                  |              |         |               |               |               |               |               |
| Salwa Eid Naser     | 400 m            | 49,91 s      | 1       | 49,08 s       | 1             | 48,53 s       | 2             | Silber        |
| Nelly Jepkosgei     | 800 m            | 2:00,63 min  | 5       | ausgeschieden | ausgeschieden | ausgeschieden | ausgeschieden | ausgeschieden |
| Kemi Adekoya        | 400 m Hürden     | DNS          | DNS     | DNS           | DNS           | DNS           | DNS           | DNS           |
| Winfred Mutile Yavi | 3000 m Hindernis | 9:15,11 min  | 1       | —             | —             | 8:52,76 min   | 1             | Gold          |
| Tigist Belay        | Marathon         | —            | —       | —             | —             | 2:30:53 h     | 34            | 34            |
| Rose Chelimo        | Marathon         | —            | —       | —             | —             | 2:32:08 h     | 43            | 43            |
| Eunice Chumba       | Marathon         | —            | —       | —             | —             | 2:26:10 h     | 10            | 10            |
| Männer              |                  |              |         |               |               |               |               |               |
| Birhanu Balew       | 5000 m           | 13:53,11 min | 10      | —             | —             | ausgeschieden | ausgeschieden | ausgeschieden |
| Birhanu Balew       | 10.000 m         | —            | —       | —             | —             | 27:30,94 min  | 17            | 17            |

### Ringen
Über die Weltmeisterschaften 2023 erhielt Bahrain einen Startplatz in der Gewichtsklasse bis 97 kg der Männer.

#### Freier Stil
Legende: G = Gewonnen, V = Verloren, S = Schultersieg
| Athleten          | Wettbewerb       | Achtelfinale   | Achtelfinale | Viertelfinale | Viertelfinale | Halbfinale | Halbfinale | Hoffnungsrunde Halbfinale | Hoffnungsrunde Halbfinale | Hoffnungsrunde Finale | Hoffnungsrunde Finale | Finale              | Finale   | Rang |
| Athleten          | Wettbewerb       | Gegner         | Ergebnis     | Gegner        | Ergebnis      | Gegner     | Ergebnis   | Gegner                    | Ergebnis                  | Gegner                | Ergebnis              | Gegner              | Ergebnis | Rang |
| ----------------- | ---------------- | -------------- | ------------ | ------------- | ------------- | ---------- | ---------- | ------------------------- | ------------------------- | --------------------- | --------------------- | ------------------- | -------- | ---- |
| Männer            |                  |                |              |               |               |            |            |                           |                           |                       |                       |                     |          |      |
| Akhmed Tazhudinov | Klasse bis 97 kg | A. A. Azarpira | 4:3          | A. Jerghali   | 14:2          | K. Snyder  | 6:4        | —                         | —                         | —                     | —                     | G. Matscharaschwili | 2:0      | Gold |

### Schwimmen
| Athleten         | Wettbewerb   | Vorlauf     | Vorlauf | Halbfinale    | Halbfinale    | Finale        | Finale        | Rang |
| Athleten         | Wettbewerb   | Zeit        | Rang    | Zeit          | Rang          | Zeit          | Rang          | Rang |
| ---------------- | ------------ | ----------- | ------- | ------------- | ------------- | ------------- | ------------- | ---- |
| Frauen           |              |             |         |               |               |               |               |      |
| Amani Al-Obaidli | 100 m Rücken | 1:04,27 min | 31      | ausgeschieden | ausgeschieden | ausgeschieden | ausgeschieden | 31   |
| Männer           |              |             |         |               |               |               |               |      |
| Saud Ghali       | 200 m Brust  | 2:22,51 min | 25      | ausgeschieden | ausgeschieden | ausgeschieden | ausgeschieden | 25   |